# Primnoisis delicatula
Primnoisis delicatula is een zachte koraalsoort uit de familie Isididae. De koraalsoort komt uit het geslacht Primnoisis. Primnoisis delicatula werd in 1907 voor het eerst wetenschappelijk beschreven door Hickson. 